# كازوماسا هيراي (مؤلف)
كازوماسا هيراي (باليابانية: 平井和正) (13 مايو 1938، يوكوسوكا في اليابان - 17 يناير 2015)؛ كاتب سيناريو وروائي ياباني. درس في جامعة شوؤو.

## روابط خارجية
- كازوماسا هيراي على موقع IMDb (الإنجليزية)
- كازوماسا هيراي على موقع ديسكوغز (الإنجليزية)
- كازوماسا هيراي على موقع قاعدة بيانات الفيلم (الإنجليزية)